# Aggregata jacquementi
Aggregata jacquementi is een soort in de taxonomische indeling van de Myzozoa, een stam van microscopische parasitaire dieren. Het organisme komt uit het geslacht Aggregata en behoort tot de familie Aggregatidae. Aggregata jacquementi werd in 1906 ontdekt door Moroff.